# Omega Piscium
Omega Piscium (ω Piscium, förkortat Omega Psc, ω Psc) som är stjärnans Bayerbeteckning, är en stjärna belägen i den sydvästra delen av stjärnbilden Fiskarna. Den har en skenbar magnitud på 4,036 och är svagt synlig för blotta ögat. Baserat på dynamiska parallaxmätningar beräknas den befinna sig på ett avstånd av ca 108 ljusår (ca 32,5 parsek) från solen.

## Nomenklatur
I stjärnkatalogen i Al Achsasi al Mouakket-kalendern betecknades denna stjärna som Dzaneb al Samkat, som översattes till latin som Cauda Piscis, vilket betyder fiskens svans.

## Egenskaper
Omega Piscium  är en gul-vit underjättestjärna av spektralklass F4IV. Den har en beräknad yttemperatur på 6 600 K. Den har ungefär samma yttemperatur som solen och en ca 1,8 gånger större radie. Stjärnans utstrålning av energi är ca 20 gånger större än solens.
På grund av variationer i dess spektrum har den tolkats som en dubbelstjärna med en omloppsperiod på 2,16 dygn, men detta påstående blev senare avfärdats.